# Vrtlinska
Vrtlinska falu Horvátországban Belovár-Bilogora megyében. Közigazgatásilag Csázmához tartozik.

## Fekvése
Belovártól légvonalban 30, közúton 39 km-re délnyugatra, községközpontjától légvonalban 7, közúton 9 km-re délre, Pobjenik és Andigola között, a Monoszlói-hegység lejtőin, a Vrtlinski-patak mentén fekszik. 

## Története
Vrtlinska település már középkorban is létezett, Szűz Mária plébániájának első írásos említése 1429-ből származik „de Varclin” alakban, ugyanekkor említik plébánosát is a Csezmicéről („Chezmiza”, a mai Csázma) származó Nicolaus Tomint. 1501-ben „Werthlyn” néven említik Georgius nevű plébánosával együtt, de szerepel 1507-ben, 1512-ben, 1513-ban, 1517-ben és 1520-ban kelt írásos forrásokban, adóösszeírásokban is. A középkori falu és temploma a török háborúkban, 1552 körül semmisült meg. Ekkor került török kézre és a török uralom több évtizedig tartott. A török kiűzése után 1650 körül újraalapították a közeli Csázma városát, majd sorra népesültek be új lakossággal és katonai személyzettel a környező települések. 1679-ben az egyházi vizitáció már megemlíti a szomszédos Pobjeniket, a következő évben pedig az ottani Szent Péter templomot is. Vrtlinskát az 1701-es vizitáció említi először 25 házzal ami bizonyítja, hogy a település akkor már újra lakott volt. Összeírták az itt lakó családokat, a Posavec, Kalaj, Novačić és más családokat is. Ezek zöme az egykor török megszállás alatti Szlavóniából és Nyugat-Boszniából érkezett. 1740 körül felépítették Szent Ilona tiszteletére szentelt első kápolnájukat. Ez a kápolna nem a mai templom helyén, hanem a település keleti szélén állt. Az 1758-as egyházi vizitáció szerint a kápolnának a főoltár mellett mellékoltárai is voltak. 1771-ben Vrtlinskának 36 háza volt 408 lakossal. 1789-ben megalapították a vrtlinskai plébániát, addig az itteni hívek a csázmai Mária Magdolna plébániához tartoztak. 
1774-ben az első katonai felmérés térképén „Dorf Vertlinszka” néven szerepel. A Horvát határőrvidék részeként a Kőrösi ezredhez tartozott. Lipszky János 1808-ban Budán kiadott repertóriumában „Vertlinzka” néven szerepel.  Nagy Lajos 1829-ben kiadott művében ugyancsak „Vertlinszka” néven 50 házzal, 289 katolikus vallású lakossal találjuk. A település 1809 és 1813 között francia uralom alatt állt. 1860-ban a település a körösi ezred csázmai századához tartozott és már iskolája is működött.
A katonai közigazgatás megszüntetése után Magyar Királyságon belül Horvátország része, Belovár-Kőrös vármegye Csázmai járásának része lett. A településnek 1857-ben 316, 1910-ben 446 lakosa volt. 1918-ban az új szerb-horvát-szlovén állam, majd később Jugoszlávia része lett. 1941 és 1945 között a németbarát Független Horvát Államhoz, majd a háború után a szocialista Jugoszláviához tartozott. 1991-től a független Horvátország része. 1991-ben csaknem teljes lakossága (92%) horvát volt. A délszláv háború idején mindvégig horvát kézen maradt. 2011-ben 164 lakosa volt, akik főként mezőgazdaságból éltek.

## Lakossága
| Lakosság változása | Lakosság változása | Lakosság változása | Lakosság változása | Lakosság változása | Lakosság változása | Lakosság változása | Lakosság változása | Lakosság változása | Lakosság változása | Lakosság változása | Lakosság változása | Lakosság változása | Lakosság változása | Lakosság változása | Lakosság változása |
| ------------------ | ------------------ | ------------------ | ------------------ | ------------------ | ------------------ | ------------------ | ------------------ | ------------------ | ------------------ | ------------------ | ------------------ | ------------------ | ------------------ | ------------------ | ------------------ |
| 1857               | 1869               | 1880               | 1890               | 1900               | 1910               | 1921               | 1931               | 1948               | 1953               | 1961               | 1971               | 1981               | 1991               | 2001               | 2011               |
| 316                | 305                | 332                | 399                | 434                | 446                | 413                | 441                | 447                | 404                | 312                | 269                | 236                | 214                | 222                | 164                |

## Nevezetességei
Szent Ilona tiszteletére szentelt római katolikus plébániatemplomát a 18. század végén építették barokk stílusban. A falu közepén, kissé kiemelkedő, füves terepen található. Egyhajós épület, téglalap alaprajzú hajóval, és keskenyebb, sokszög záródású szentéllyel, valamint a nyugati homlokzat tengelyében emelkedő harangtoronnyal. Belül csehsüvegboltozatos, övekkel elválasztva, az apszist pedig félkupola fedi. A külső falfelületeket lizénák tagolják, amelyeket neoromán stílusú függőárkádok sora köt össze. Mai formáját az 1864-ben végzett historikus stílusú átépítés után nyerte el. Főoltárán Szent Ilona császárné képe áll karjaiban az általa megtalált szent kereszttel. A plébániához nyolc település, Vrtlinska, Rečica Kriška, Mustafina Klada, Pobjenik, Pavličani, Grabričina, Pobrđani egy része és Andigola tartozik.